# LeoNilde Carabba
LeoNilde Carabba née le 28 novembre 1938 à Monza est une peintre italienne féministe, installée à Milan.

## Biographie
Sa première exposition date de 1961. Elle est soutenue par de nombreux artistes dont Lucio Fontana, Enrico Baj, Jean Fautrier, Piero Manzoni, Christo, Carla Accardi.
Dans les années 1970, elle s'engage dans le mouvement féministe, multipliant expositions et conférences. En 1975, elle fonde la librairie des femmes à Milan.
En 1976, elle fait partie du groupe d'artistes et critiques d'art qui crée la Cooperativa Beato Angelico à Rome afin de d'avoir un espace pour présenter les œuvres de femmes et proposer une autre histoire de l'art.
Sa démarche est empreinte de symbole, spiritualité. Son prénom est composé d'une partie masculine Leo et d'une féminine Nilde. En 1966, elle travaille sur la lumière à partir de sphères de verre phosphorescentes ou fluorescentes.
Ses premières œuvres sont des compositions rythmiques sur une texture géométrique. Dans les années 1970, elle abandonne les figures géométriques. Elle peint sur des toiles de plus en plus grandes des ciels, des mers, des arbres et des descriptions telluriques. De 1982 à 1987, elle s'installe à Bolinas, en Californie. Elle expérimentent la peinture sur bois.
Ses œuvres sont comme des corps célestes qui révèlent le mystère de l'univers ou la relation prénatale entre la mère et le fœtus. Mandalas, labyrinthes, pyramides font partie du vocabulaire pictural de LeoNilde Carabba.
En 2011, Un Viaggio Alchemico est une rétrospective qui présente à Milan sa production depuis 1961.

## Expositions
- LA FORMA E LA LUCE, Kulturklubs im Europäisches Patentamt, Munich, 2010[6]
- Un Viaggio Alchemico – ANTOLOGICA 1961/2011, Milan,  2011
- La Ricerca del Daimon, MYA LURGO GALLERY, Lugano, 2012
- L’Alchimia nascosta di LeoNilde Carabba, Spazio Acquadimare, Milan, 2012
- Il Cielo sulla Terra, DONIZETTI50, Monza, 2014
- MATERIA MISTICA, Garwain Verlag & Kunstprojekte  Kallembach, Coblence, Bonn, 2014